# Avi Kwa Ame National Monument

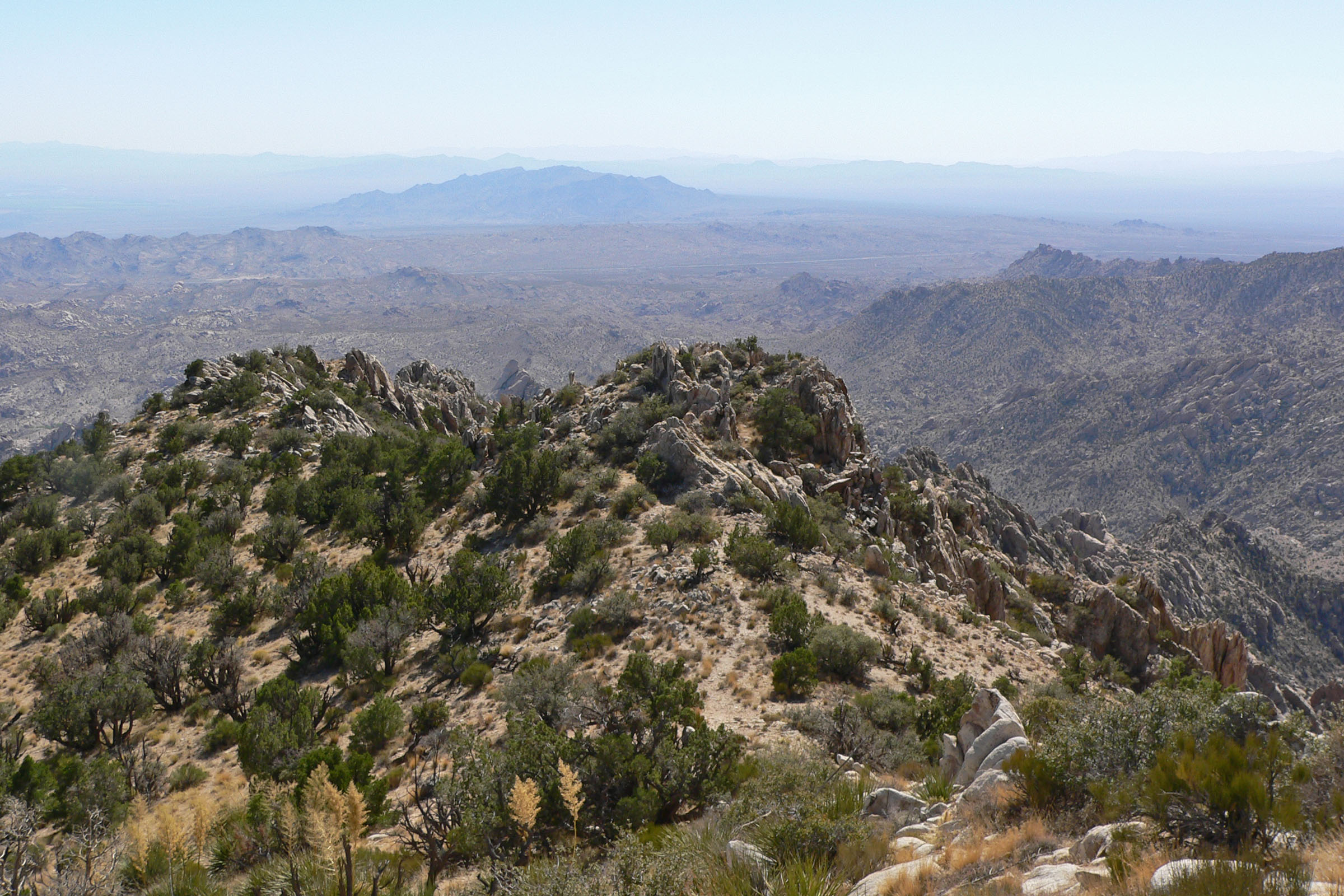
Gipfelbereich des Avi Kwa Ame

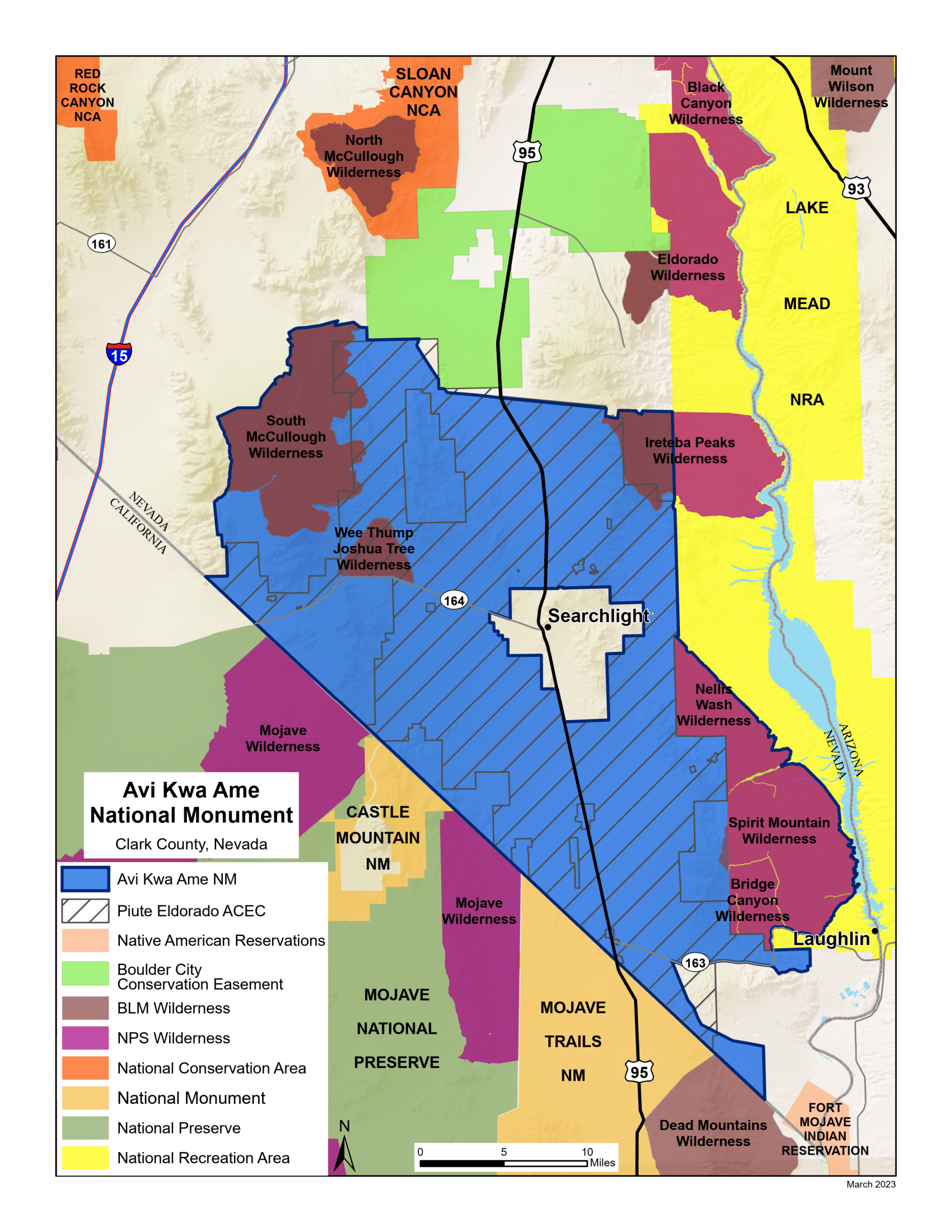
Karte vom Avi Kwa Ame National Monument und anderen Schutzgebieten

Das Avi Kwa Ame National Monument ist ein US-amerikanisches National Monument im Clark County im Südwesten von Nevada. Es wurde durch Präsident Joe Biden durch eine Presidential Proclamation am 21. März 2023 mit einer Flächengröße von 506,000 Acres ausgewiesen. Das National Monument umfasst Landflächen im Eigentum der US-Regierung. Das National Monument wird vom Bureau of Land Management (BLM) und kleinere Bereiche vom National Park Service betreut.

## Geographie
Die Ortschaften  Searchlight, Palm Gardens and Cal-Nev-Ari sind vom National Monument umgeben, wobei um Searchlight große Flächen mit zwei Solarparks nicht zum Schutzgebiet gehören. Bereits vor der Ausweisung als National Monument waren 33,000 Acres in sechs Wilderness Areas ausgewiesen. Die Spirit Mountain Wilderness, South McCullough Wilderness, Wee Thump Joshua Tree Wilderness, Nellis Wash Wilderness und Bridge Canyon Wilderness liegen im Avi Kwa Ame National Monument, während von der Ireteba Peaks Wilderness nur die westliche Teilfläche im Monument liegt. Es grenzt an das Boulder City Conservation Easement, das Lake Mead National Recreation Area, das Mojave Trails National Monument, das Mojave National Preserve und das Castle Mountains National Monument und bildet damit ein viel größeres zusammenhängendes Schutzgebietssystem in der Mojave-Wüste. Im Westen geht es bis an Grenze zu Kalifornien.
Im Schutzgebiet liegen Teile vom Old Spanish Trail und des Mojave Trail. Die Strecke wurde 2006 als National Historic Trail ausgewiesen und wird gemeinsam vom National Park Service und dem Bureau of Land Management betreut. Der U.S. Highway 95, die Staatsstraßen Nevada State Route 163 und die Nevada State Route 164 verlaufen im Gebiet.
Privatgrundstücke innerhalb der Grenzen des National Monumentes sind nicht Teil des Schutzgebietes. Diese Privatgrundstücke können nur Teil des National Monuments werden, sofern sie freiwillig von den Vereinigten Staaten erworben werden können. Erwirbt der Bund Privatgrundstücke innerhalb des National Monument, so werden diese Grundstücke Teil des Schutzgebietes. Die Ausweisung des National Monuments hat keinen Einfluss auf die Rechte von Eigentümern von Grundstücken, welche sich nicht im Eigentum der USA befinden im oder an den Grenzen des Schutzgebietes.

## Geschichte des Gebietes

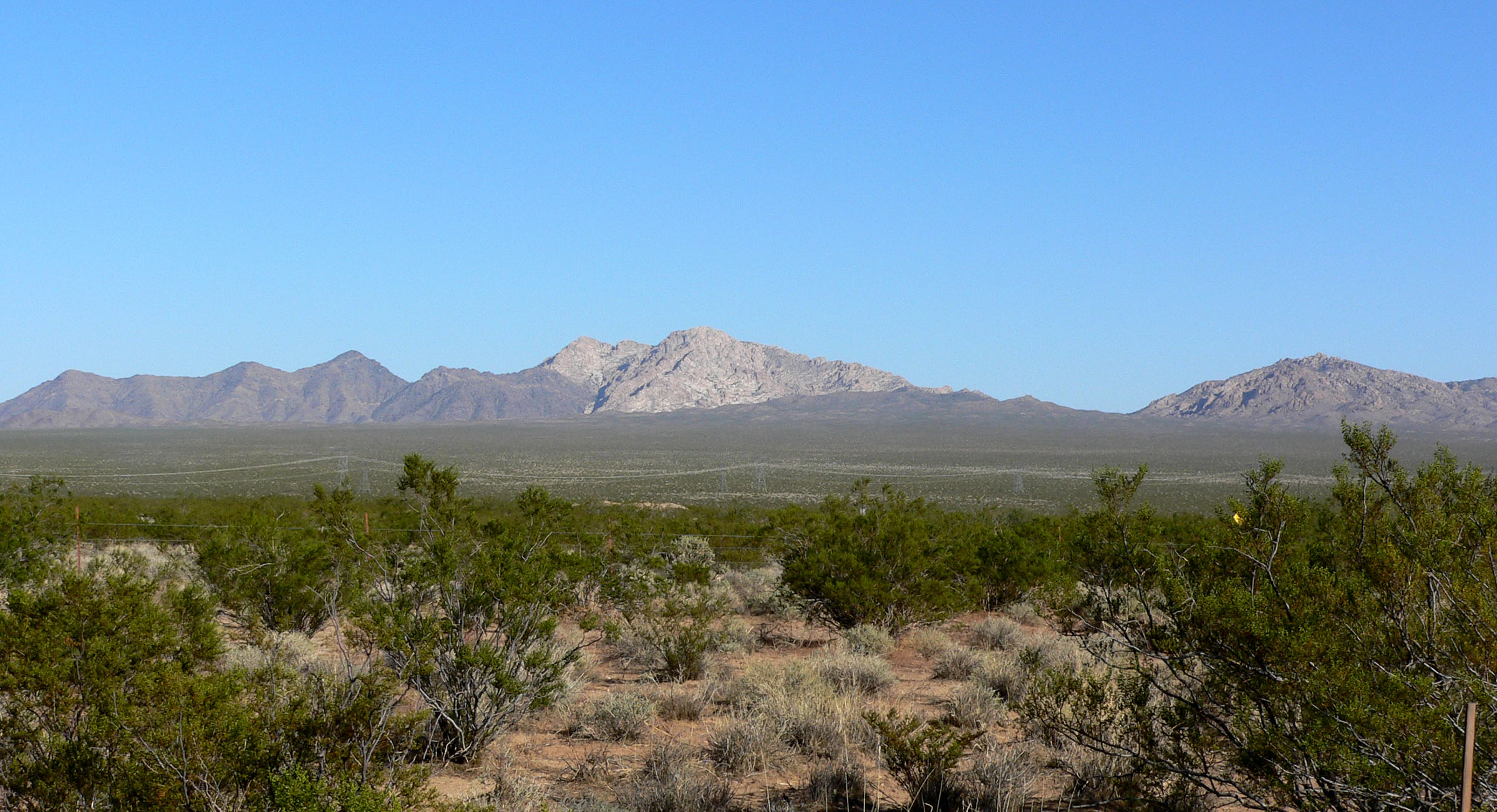
Newberry Mountains

Die Mojave-Bewohner nennen den wichtigsten Berg im Gebiet Avi Kwa Ame oder Spirit Mountain. Der Berg und die umliegenden Trockentäler und Gebirgsketten gehören zu den heiligsten Orten für die Mohave, Chemehuevi und Südliche Paiute und sind auch für andere indigene Völker von Bedeutung, darunter die Cocopa, Halchidhoma, Havasupai, Hopi, Hualapai, Kumeyaay, Maricopa, Pai Pai, Quechan, Yavapai und Zuni.  Diese Völker sind seit Urzeiten hier ansässig, und es gibt Hinweise auf menschliche Besiedlung, die mehr als 10.000 Jahre zurückreichen. Stammesmitglieder singen noch immer Lieder, die von Generation zu Generation weitergegeben werden und die Geschichten von Reisen und Verbindungen zu den Quellen, Gipfeln und Tälern in Übereinstimmung mit den Wanderungsmustern von Wildtieren, der Verfügbarkeit von Wasser und den Lebenszyklen der Pflanzen erzählen. Im Gebiet befinden sich Artefakte aus geschliffenem Stein und alte Steinbrüche, die zeigen wie Steinwerkzeuge hergestellt wurden. In den Gebieten Hiko Springs und Grapevine Canyon gibt es Petroglyphen der amerikanischen Ureinwohner, von denen einige bereits abgenutzt sind.
In den 1890er Jahren entdeckten Siedler eine Reihe wertvoller Mineralvorkommen, darunter Türkis, Gold, Silber, Kupfer, Blei und Molybdän. Dies führte zur Entstehung einer Reihe von Bergwerken. Zahlreiche Zeugnisse des Bergbaus in der Landschaft sind erhalten. Südwestlich der Wee Thump Joshua Tree Wilderness, nahe der kalifornischen Grenze, enthält das Gebiet Crescent Townsite die Überreste des Türkis- und Goldabbaus, von Eisenbahnen sowie der Exploration und Gewinnung von Mineralien. Im Grapevine Canyon sind Spuren der Quartette Eisenbahntrasse, die die Quartette Mining Company in den frühen 1900er Jahren zwischen Searchlight und dem Colorado River betrieb, zu finden. Die New York Mountains und das Piute Valley wurden später auch für militärische Trainingsübungen für gepanzerte Fahrzeuge als Teil des Desert Training Center während des Zweiten Weltkriegs und während des Kalten Krieges genutzt, darunter Einheiten unter dem Kommando von General George S. Patton. Darüber hinaus gibt es in der Gegend der Chiquita Hills Reste des Übungsbetriebs, darunter Schützengräben und Geschütztürme.
Der Spirit Mountain wurde 1999 im National Register of Historic Places aufgeführt. 
Seit 2006 ist die Beweidung im Gebiet auf Flächen im Besitz der USA mit Nutztieren nicht mehr erlaubt. Es dürfen keine neuen Weidegenehmigungen oder Pachtverträge im Schutzgebiet vergeben werden.
Für die Verwaltung wird ein Beratungsausschuss eingerichtet. Die Mehrheit der Mitglieder besteht aus Mitgliedern von Stammesnationen mit einer historischen Verbindung zu den Gebieten innerhalb des National Monuments. Die übrigen Mitglieder repräsentieren lokale Regierungsbehörden, Freizeitnutzer, Naturschutzorganisationen, Jagdorganisationen, Wissenschaftler, Wirtschaft, Eigentümer und Bürger vor Ort.

## Walking Box Ranch

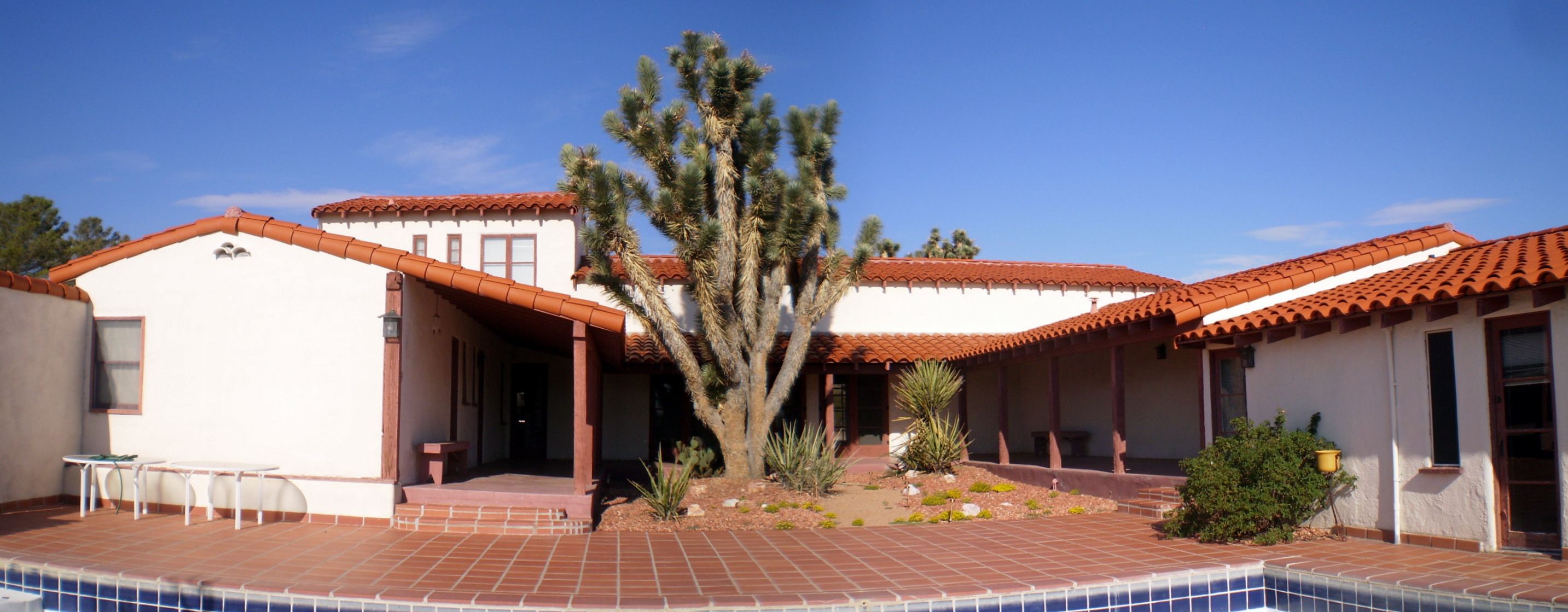
Walking Box Ranch

Im Piute Valley liegt auch die historische Walking Box Ranch, die für ihre Bedeutung in der Geschichte der Viehzucht, des Bergbaus, der Unterhaltung und der Politik im Süden Nevadas bekannt ist. Die Ranch, die im 19. Jahrhundert ursprünglich zu den riesigen Weideflächen der historischen Rock Springs Land and Cattle Company gehörte, wurde in den 1920er Jahren verkauft und 1931 von den Hollywood-Stummfilmstars Clara Bow und Rex Bell erworben. Das Paar betrieb die Ranch über ein Jahrzehnt lang gemeinsam als Rinderfarm und gelegentlichen Urlaubsort für seine Hollywood-Freunde. Es besuchten Stars wie  Clark Gable, Carole Lombard, Errol Flynn und Lionel Barrymore die Ranch. Zu den Würdenträgern, die von den Bells beherbergt wurden, gehörten General Patton und einige seiner Soldaten, die während des Zweiten Weltkriegs in dieser Gegend trainierten. Später ging Bell in die Politik und diente als Lieutenant Governor von Nevada.
1994 kaufte der Naturschutzverein The Nature Conservancy 151,331 Acres Land um die Walking Box Ranch. Insgesamt erwarb der Naturschutzverein 439,000 Acres Land zum Schutz der Natur im Piute Valley. Das Bureau of Land Management kaufte das Anwesen mit vier Gebäuden und 160 Acres Land im Jahr 2005. Im Januar 2009 kam die Ranch auf die Liste der National Register of Historic Places. Die gesamte Ranch, einschließlich des Haupthauses und der drei Nebengebäude sowie der dazugehörigen Landschaft, gilt als architektonisch bedeutendes Beispiel für ein gut erhaltenes Ranchanwesen im Südwesten der USA.

## Ausweisungs-Geschichte
Der Mohave-Stamm setzt sich seit langem für den Schutz der natürlichen und kulturellen Ressourcen der Region ein. Nachdem ein geplanter großer Windpark auf Widerstand der örtlichen Searchlight-Bewohner stieß, begannen Anwohner und Stammesgruppen im Jahr 2020, sich für die Ausweisung als National Monument einzusetzen. Die Clark County Commission stimmte einstimmig für die Ausweisung als National Monument. Im Februar 2022 brachte die Kongressabgeordnete Dina Titus einen Gesetzentwurf ein, der Avi Kwa Ame zum Nationaldenkmal erklärt hätte. Innenminister Deb Haaland besuchte das Gebiet im September 2022, um die Bedeutung des Schutzes der Region zu besprechen. Die Direktorin des Bureau of Land Management Tracy Stone-Manning veranstaltete im November 2022 eine Bürgerversammlung über eine mögliche Ausweisung. Am 30. November 2022 verkündete Präsident Biden den Teilnehmern des Tribal Nations Summit im Weißen Haus, dass er sich für den Schutz des Gebiets um Spirit Mountain einsetze.
Obwohl Windenergie in den meisten vorgeschlagenen Grenzen bereits ausgeschlossen war, verhindert die Denkmalausweisung die Entwicklung neuer Wind- und Solarenergieanlagen, wodurch der Schutz des Gebietes mit der Reduzierung von Emissionen in Konkurrenz steht. Frühere Vorschläge für einen Windpark waren vom Bureau of Land Management blockiert worden und die Einrichtung des Denkmals beendete die Spekulationen über das überarbeitete 308-MW-Windenergieprojekt Kulning. Solarstromentwickler forderten, dass ein Gebiet in der Nähe von Laughlin für das geplante 2.500 Hektar große, 400 MW große Angora-Solarprojekt von der Ausweisung ausgenommen wird, aber diese Aussparung wurde nicht vorgenommen.
Präsident Biden gab die Ausweisung des Monuments auf dem Conservation in Action Summit des Weißen Hauses am 21. März 2023 zusammen mit der Ausweisung vom Castner Range National Monument, als Teil der 30 by 30-Initiative, einer weltweite Initiative von Regierungen, bis 2030 30 % der Land- und Meeresfläche der Erde als Schutzgebiete auszuweisen, bekannt.
Teile des Gebietes die bisher Teil vom Lake Mead National Recreation Area sind und bei Ausweisung des Monuments vom National Park Service betreut wurden, befanden sich im Besitz des Bureau of Reclamation und sollen an das BLM übertragen werden, aber weiter vom National Park Service betreut werden.

## Pflanzen- und Tierarten

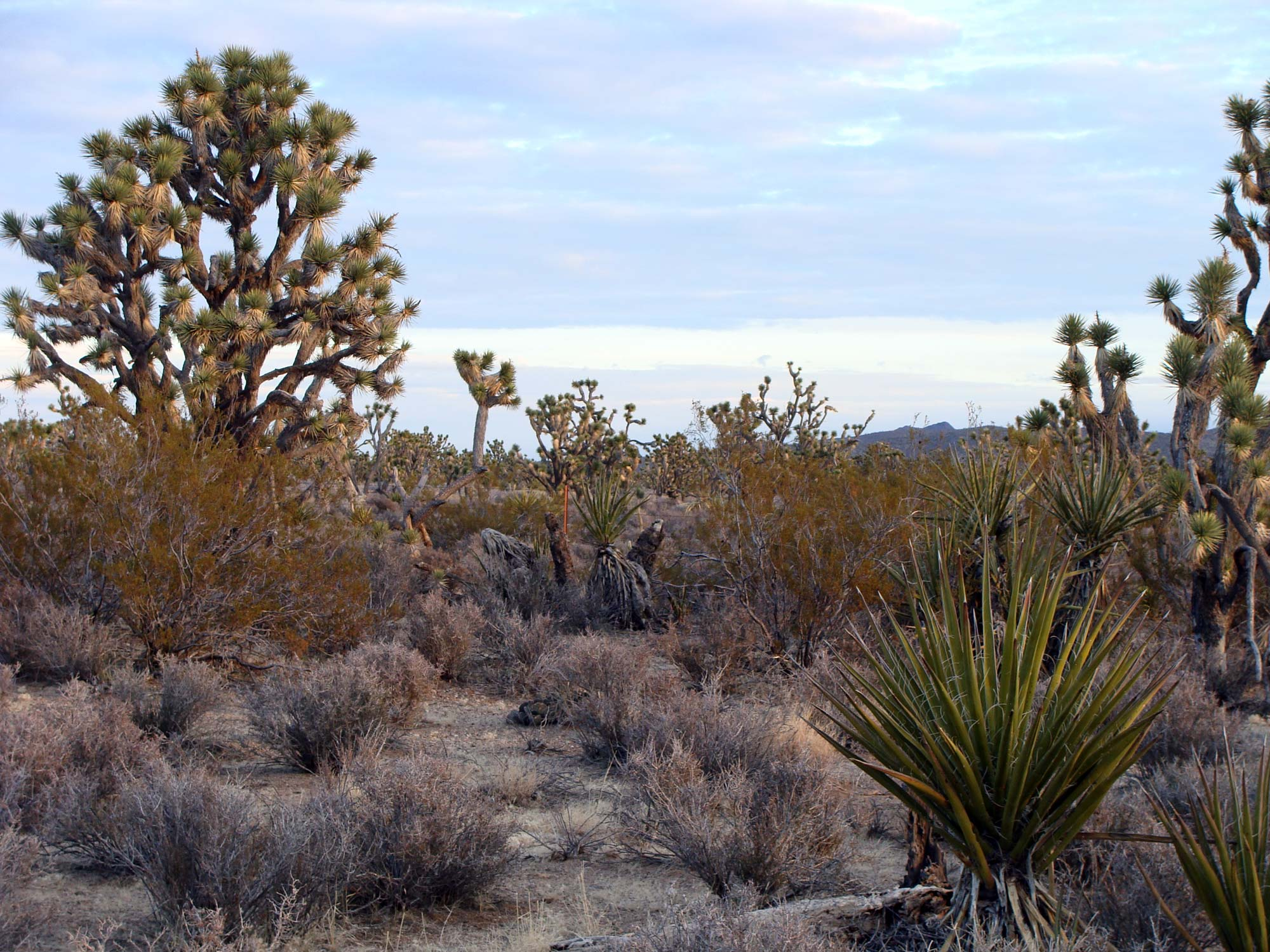
Joshua Trees in der Wee Thump Joshua Tree Wilderness

Im Schutzgebiet befinden sich Joshua Trees und seltene ursprüngliche Wüstenrasen.
Im Schutzgebiet kommen Vogelarten wie Königsbussard, Steinadler, Weißkopfseeadler, Wanderfalke, Helmwachtel, Kaninchenkauz, Haarspecht, Goldspecht, Wüstengoldspecht, Seidenschnäpper, Blaukehl-Hüttensänger, Graukehltyrann (Myiarchus cinerascens), Bergspottdrossel (Oreoscoptes montanus), Kaktusspottdrossel (Toxostoma bendirei), Veilchenkopfelfe, Rotrücken-Zimtelfe, Kaktuszaunkönig, Gartenspottdrossel und Goldzeisig vor.
An Säugetieren sind Arten wie Dickhornschaf, Maultierhirsch, Rotluchs, Nordamerikanisches Katzenfrett, Wüstenfledermaus und Gefleckte Fledermaus zu finden.
Weitere Tierarten sind Monarchfalter, Macneill's Sootywing (Hesperopsis gracielae), Mojave Dotted Blue (Euphilotes mojave), Arizona Toad (Anaxyrus microscaphus), Seitenwinder-Klapperschlange, Westliche Schaufelnasen-Wühlnatter, Rosenboa, Chuckwalla, Great Basin Collared Lizard (Crotaphytus bicinctores), Western Banded Gecko (Coleonyx variegatus), Gila-Krustenechse und Kalifornische Gopherschildkröte.